# سكر نادر

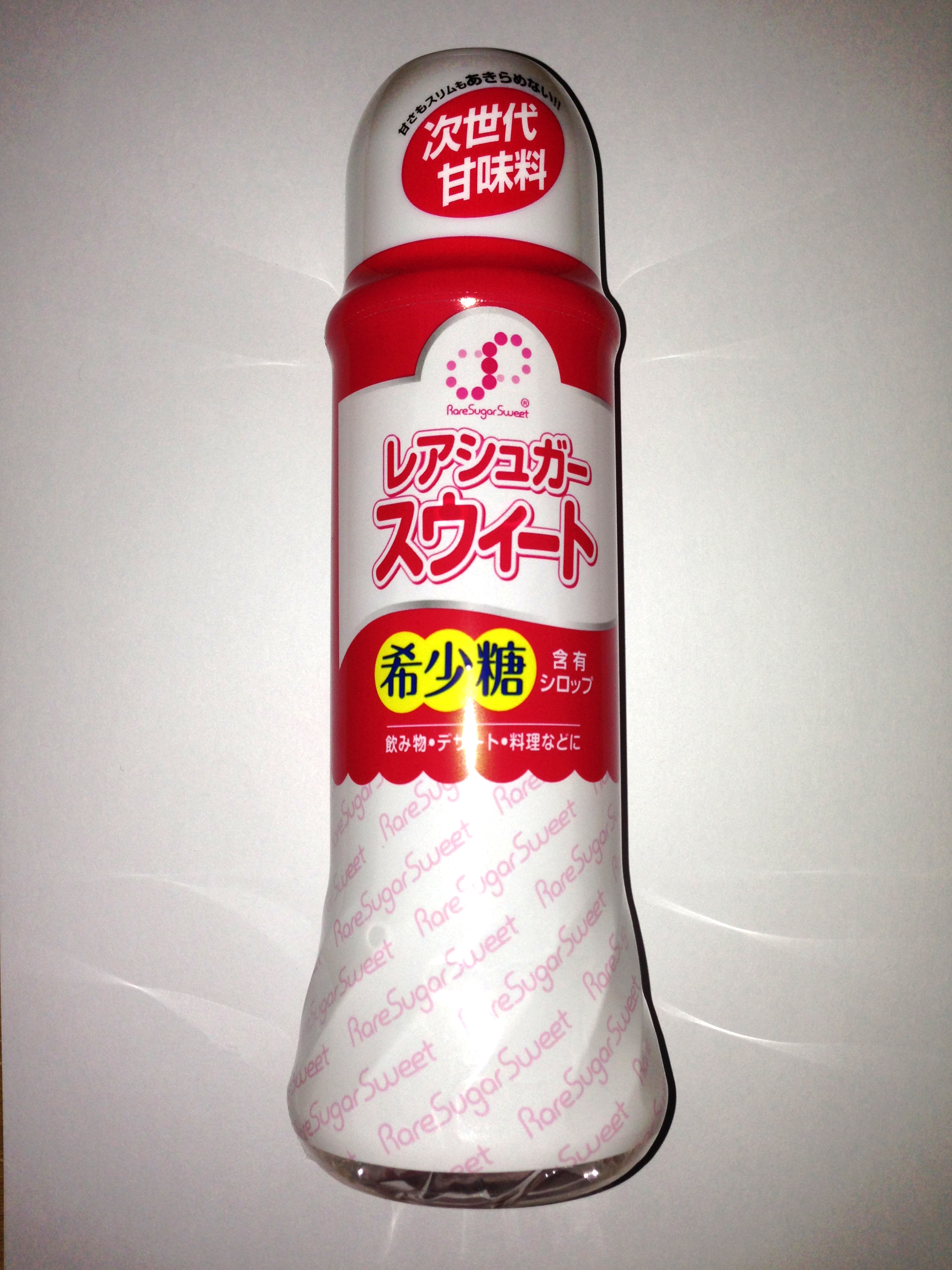

السكر النادر (بالإنجليزية: Rare sugar)‏ هو السكر الذي يوجد بكميات قليلة في الطبيعة.وهي توجد نموذجيا بكميات قليلة جدا لا تسمح باستخلاصها لغايات اقتصادية من مصادرها الطبيعية الدفينة والمستبطنة وهي تنتج بشكل نموذجي عن طريق العمليات الحيوية كالتخمر أو التحول الإنزيمي لتكوين مركب مماثل.
العديد من هذه السكريات تمتلك خصائص مثيرة للانتباه مثل امتلاك سعرات حرارية أقل من السكريات الشائعة كالسكروز والفركتوز والغلوكوز أو اللاكتوز.
بعض الأمثلة المحددة الواضحة للسكريات النادرة:
- ألولوز.
- أللوز.
- ميليزيتوز.